# Thyago Vieira
Pour les articles homonymes, voir Vieira.
 (août 2017).
Thyago Vieira Lucio (né le 1er juillet 1993 à São Paulo au Brésil) est un lanceur droitier des Brewers de Milwaukee de la Ligue américaine de baseball.

## Carrière
Thyago Vieira signe un premier contrat professionnel d'une valeur de 65 000 USD en septembre 2010 avec les Mariners de Seattle.
Il débute professionnellement dans les ligues mineures en 2011 et s'impose comme l'un des lanceurs à la balle rapide la plus explosive, celle-ci étant régulièrement chronométrée entre les 156 à 161 km/h et pouvant à l'occasion atteindre une vitesse de 166 km/h.
Il représente le Brésil à la Classique mondiale de baseball 2013.
Vieira est le 4e Brésilien à atteindre le baseball majeur, où il fait ses débuts le 14 août 2017 comme lanceur de relève des Mariners de Seattle face aux Orioles de Baltimore.